# August Ferdinand Ludwig Dörffurt
August Ferdinand Ludwig Dörffurt (* 12. August 1767 in Berlin; † 27. Januar 1825 in Wittenberg) war ein deutscher Apotheker und Bürgermeister von Wittenberg.

## Leben
August Ferdinand Ludwig Dörffurt (nicht Dörrführt oder Dörfuhrt, wie man es oft auf Briefen und Schriften liest) stammte aus Berlin, wo er am 12. August 1767 geboren wurde. Er war Apotheker und trat als Provisor in die noch heute durch den Maler Lucas Cranach d. Ä. berühmte, am Markt 4 gelegene Apotheke des Christian Ehrenfried Nicolei ein. Dessen Vater Christian Nicolei hatte die einstige Apotheke von Lucas Cranach d. Ä. im Jahr 1707 erworben und dessen Witwe führte sie ab 1735 weiter.
Bereits 1792 war Dörffurt durch seine „Abhandlung über den Campher“ wissenschaftlich bekannt geworden. Er galt als aussichtsreicher Anwärter für das von der Universität beantragte pharmazeutisch-chemische Lehramt, das jedoch nicht bewilligt wurde. Als privater Dozent hatte er einen Kommentar zum preußischen Arzneibuch von 1799 ausgearbeitet, der 1801 als das „Neue Deutsche Apothekerbuch“ erschien. Als er im Februar 1789 die einzige Tochter des Christian Ehrenfried Nicolei, Johanne Friederike in Pratau heiratete, übernahm er die Apotheke am Markt 4.
Am 24. März 1797 wurde Dörffurt als Apotheker und chemischer Gutachter in der Stadt Wittenberg neu vereidigt. 1798 bewarb er sich um eine freigewordene Stelle im Stadtrat, die ihm durch den Erhalt der Apotheke auch zugesprochen wurde. 1799 verlegte Dörffurt die Apotheke vom Markt 4, in die Schloßstraße 1, wo sie sich auch heute noch befindet und seit 1960 den Namen „Cranach-Apotheke“ trägt.
Die einst von den Franzosen besetzte Stadt Wittenberg wurde 1813 von den belagernden Preußen durch wiederholte heftige Beschießungen heimgesucht. Die Vorstädte die im Schussbereich der Festung Wittenberg lagen, wurden Anfang 1813 abgerissen und die Vorstadtbürger umgesiedelt. Steigende Lebensmittelnot und Mangel an Holz und Wasser, dazu die unaufhörlichen Requisitionen von Vieh und Getreide lasteten immer drückender auf der Bürgerschaft und auf dem mit großer Sorge erfüllten Rat der Stadt, insbesondere auf die damaligen Bürgermeister Adler und Giese. Wegen einer von dem französischen Gouverneur anbefohlenen Hausdurchsuchung zur Beschaffung von Lebensmitteln und der sehr beschwerlichen Einrichtung von Kasernen für die Gefangenen hatte letzterer resigniert. Bei der am 30. Oktober 1813 stattfindenden Wiederbesetzung der zweiten Bürgermeisterstelle fiel die Wahl auf Dörffurt.
Nach 25-jähriger Ehe starb seine Frau am 20. Januar 1814 und hinterließ ihm einen Sohn und drei Töchter, nachdem schon vorher ein Sohn und zwei Töchter gestorben waren. Seine einzig ihn überlebende Tochter heiratete 1817 den Königlich Preußischen Premierleutnant Lorenz Alberty, der bei dem in Wittenberg stationierten Garnisonsbattalion Nr. 28 diente.
Wittenberg war 1815 aufgrund der Beschlüsse des Wiener Kongresses zu Preußen gekommen und hatte seine Universität verloren. Um den einst ausgesiedelten Menschen eine neue Heimstatt zu schaffen, wurde 1815 eine „Retablissement Commission“ eingesetzt. Diese sollte dafür sorgen, dass die Vorstädte neue Bauplätze erhielten, die außerhalb der Schussweite des befestigten Wittenbergs lagen. Zu dieser „Retablissement Commission“ gehörte der inzwischen zum Bürgermeister gewordene Dörffurt. So entstanden in diesem Zuge die heutigen Ortsteile Friedrichstadt und Kleinwittenberg von 1819 bis 1820 unter der Leitung Dörffurts.
Zwei Jahre nach dem Tode seiner ersten Frau heiratete Dörffurth mit 48 Jahren die 31-jährige Jungfer Caroline Elisabeth Dietrich (* 5. April 1785 in Wittenberg; † 24. Februar 1833 ebenda), älteste Tochter des verstorbenen Königlich Sächsischen Kreisamtmannes Gottlob Traugott Dietrich (* 16. Februar 1738 in (Bad) Düben; † 9. Juni 1796 in Wittenberg) und dessen zweiter Frau Rosine Elisabeth Enke (* 11. Juni 1765 in (Bad) Belzig; † 14. Juni 1829 in Wittenberg), am 18. Januar 1816. Dörffuhrt erreichte ein Alter von fast 58 Jahren und starb am 27. Januar 1825 an Wassersucht.
Wittenberg verlor durch die Verlegung der Universität nach Halle, ihre Funktion als Universitätsstadt und wurde zur Garnisonstadt. Dazu wurden die Universitätsgebäude zu Kasernen umgebaut. Neben der „Fridricanumkaserne“ erhielt die nebenstehende Kaserne den Namen „Dörffurtkaserne“. Heute trägt in der Lutherstadt Wittenberg eine Straße seinen Namen (Dörffurtstraße) und am Gebäude in der Schloßstraße 1 befindet sich eine Gedenktafel.

## Werke
- Abhandlung über den Kampher, worinn dessen Naturgeschichte, Reinigung, Verhalten gegen andere Körper, Zerlegung und Anwendung beschrieben wird. Zimmermann, Wittenberg 1793 (Digitalisierte Ausgabe der Universitäts- und Landesbibliothek Düsseldorf)
- Neues Deutsches Apothekerbuch, 3 Bände, Leipzig, 1801–1812. Digitalisierte Ausgabe der Universitäts- und Landesbibliothek Düsseldorf
- Beschreibung der Feier des dritten hundertjährigen Jubelfestes der Kirchenverbesserung zu Wittenberg, 1817